# Alfa Apodis
Alfa Apodis (Alfa Aps, α Apodis, α Aps) je se zdánlivou hvězdnou velikostí 3,825m nejjasnější hvězda v souhvězdí Rajky. Její označení pochází z hvězdného katalogu Uranometria, který v roce 1603 vytvořil Johann Bayer. V roce 2025 Mezinárodní astronomická unie (IAU) a její pracovní skupina WGSN schválila pro hvězdu jméno Paradys.
Vzhledem ke své deklinaci -79° je cirkumpolární pro většinu jižní polokoule (jižně od 11° j.š.). Lze jí najít prodloužením spojnice hvězd Alfa Centauri a Alfa Circini k jižnímu pólu.
Jde o obří hvězdu spektrální třídy K2,5, která má asi 65krát větší průměr a 1000krát větší zářivý výkon než Slunce.